# Prodlužeň
Prodlužeň (Tanaecium) je rod rostlin z čeledi trubačovité (Bignoniaceae). Jsou to dřevnaté úponkaté liány s trojčetnými listy a nápadnými trubkovitými až nálevkovitými květy. Rod zahrnuje 17 druhů a je rozšířen v tropické Americe.

## Popis
Zástupci rodu prodlužeň jsou dřevnaté liány. Listy jsou trojčetné, prostřední lístek je někdy nahrazen jednoduchým nebo jen slabě rozvětveným úponkem. Lístky složených listů jsou tenké až polokožovité, na čepeli s roztroušenými žlázkami. Květenství jsou vrcholové nebo úžlabní vrcholíky či thyrsy. Květy jsou dvoustranně souměrné, pětičetné. Kalich je zvonkovitý, dvoupyský, kožovitý, na vnější straně chlupatý. Koruna je žlutá, bílá, růžová nebo purpurová, trubkovitá až nálevkovitá, zakončená 5 laloky, na vnější straně chlupatá. Korunní trubka je rovná. Tyčinky jsou 4, nevyčnívající (u druhu T. caudiculatum jsou pouze 2 tyčinky, vyčnívající z květů). Semeník je přisedlý, čnělka je zakončená eliptickou bliznou. Tobolky jsou čárkovité nebo řidčeji eliptické, dřevnaté nebo kožovité, pukající 2 chlopněmi. Semena jsou buď zploštělá a křídlatá nebo kulovitá, korkovitá a bez křídel.

## Rozšíření
Rod prodlužeň zahrnuje 17 druhů. Je rozšířen v tropické Americe od Mexika po Argentinu a na Karibských ostrovech. Prodlužně rostou zejména ve vlhkých i suchých tropických lesích. Velký areál rozšíření, zahrnující Střední i Jižní Ameriku, mají zejména druhy Tanaecium jaroba, T. tetragonolobum a T. pyramidatum.

## Ekologické interakce
Trubkovité květy většiny druhů prodlužní jsou opylovány lišaji, nálevkovité květy (Tanaecium pyramidatum, T. selloi) zejména včelami a vosami a v menší míře i jiným hmyzem.

## Taxonomie
Pojetí rodu Tanaecium procházelo četnými změnami. V obsáhlé studii tribu Bignonieae, vydané v roce 2014, je pojat široce a obsahuje celkem 17 druhů. Na základě molekulárních studií i morfologie sem byly vřazeny rody Ceratophytum, Pseudocatalpa, Spathicalyx, Paragonia a Periarrabidaea a rovněž některé druhy z rodu Arrabidaea.